# Pommerit-le-Vicomte
 Pommerit-le-Vicomte  (en bretón Pañvrid-ar-Beskont) es una población y comuna francesa, situada en la región de Bretaña, departamento de Côtes-d'Armor, en el distrito de Saint-Brieuc y cantón de Lanvollon.

## Demografía
| 1857 | 1724 | 1631 | 1713 | 1690 | 1728 |
| Para los censos de 1962 a 1999 la población legal corresponde a la población sin duplicidades (Fuente: INSEE [Consultar]) |      |      |      |      |      |